# Chomut dlja Markiza
Chomut dlja Markiza (Хомут для Маркиза) è un film del 1977 diretto da Il'ja Abramovič Frėz.

## Trama
Il film racconta di un ragazzo abbandonato a se stesso sin dalla tenera età. La madre non riesce a dare abbastanza attenzioni a suo figlio e il padre, un buon pilota in passato, si è ubriacato e ha perso il lavoro. L'unica gioia nella vita di Rod'ka è il cavallo marchese, di cui si prende cura come un vero sposo.